# Port lotniczy Akiak
Port lotniczy Akiak, Akiak Airport (kod IATA: AKI, kod ICAO: PFAK, FAA LID: AKI) – publiczny amerykański port lotniczy obsługujący miasto Akiak w stanie Alaska, w obszarze Bethel.
Z lotniska w 2008 skorzystało 1620 pasażerów (przy lotach rozkładowych), co było spadkiem o 18,31% w porównaniu z rokiem poprzednim, kiedy odprawiono 1983, w 2006 były to 1483 osoby.
Port lotniczy Akiak zajmuje 24 ha na wysokości 9 m n.p.m. Posiada jeden pas startowy o wymiarach 974 × 23 m, wcześniej miał wymiary 579 × 11,5 m.

## Linie lotnicze i połączenia
- Frontier Alaska

obsługiwane przez Hageland Aviation Services (Bethel [via Tuluksak], Tuluksak)